# Vanda helvola
Vanda helvola är en orkidéart som beskrevs av Carl Ludwig von Blume. Vanda helvola ingår i släktet Vanda och familjen orkidéer. Inga underarter finns listade i Catalogue of Life.